# El príncipe de los ladrones
El príncipe de los ladrones (en inglés "Lord of Thief" y en alemán "Herr der Diebe") es una película británica-alemana de Richard Claus estrenada en el 2006, la cual estuvo basada en el libro de Cornelia Funke, El Señor de los Ladrones.

## Argumento
Prosper y Boniface, dos huérfanos, huyen de su tía Esther Hartlieb y su marido, llegando hasta Venecia. 
Ahí, se hacen amigos de Scipio, el Príncipe de los Ladrones, que les da cobijo en una banda de jóvenes huérfanos que vive en un cine abandonado, el Stella. Los integrantes son Riccio, Mosca y Hornet.
Los señores Hartieb, por su parte, llegan hasta Venecia, para contratar al detective Victor Getz, a que les ayude a encontrar a sus sobrinos, para así quedarse con Bo, y dejar a Prosper en el orfanato del que escapó.
Los niños sobreviven por el dinero que ganan vendiéndole cosas robadas al anticuario de la ciudad, Ernesto Barbarossa. Un día éste les dice que el conde les ha encargado un robo, un ala de madera.
Desde entonces tras un cúmulo de casualidades, conocerán la verdadera identidad de Scipio y un mágico tiovivo de madera que convierte a los niños en adultos y viceversa.

## Personajes
- Prospero o "Pros": Tiene 12 años y es el hermano mayor de Bonifacio. Vive con los chicos en el cine e intenta alejar a Boniface de los robos y la delincuencia. En la película se da a entender que le gusta Hornet. Actor: Aaron Taylor-Johnson.

- Bonifacio o "Bon": Tiene 6 años y es el hermano menor de Prosper. Quiere ayudar a Scipio con los robos, porque este le regaló dos gatos, pero su hermano no le deja. La gente piensa que es un ángel por su pelo rubio y rizado y su cara angelical. Hornet cuida mucho de él. Actor: Jasper Harris.

- Scipio Massimo: Tiene 15 años, casi 16. Se hace llamar el Príncipe de los Ladrones, pero sus amigos le llaman Scip. Es hijo del rico Dottor Massimo, el propietario del Cine Stella. Cuando no está en su casa, ni con su padre y está con los chicos, suele llevar una máscara del carnaval veneciano de color negra. Al final de la película se hace adulto y ayudante de Victor. Actor: Rollo Weeks.

- Riccio: Su nombre significa erizo en italiano. Tiene la misma edad que Prosper (igual que todos los de la banda) aunque es una cabeza más pequeño. Sus amigos le pusieron Riccio de apodo por su pelo pincho. Tiene muy mala dentadura. Actor: George MacKay.

- Hornet o Caterina: Su nombre significa Avispón en inglés. En el libro la llaman Avispa, porque llevaba una fina trenza que parecía un aguijón. Su verdadero nombre es Caterina Grimani, pero nadie la llama así. Cuida mucho de Bo. En la película se da a entender que le gusta Prosper. Actriz: Alice Connor.

- Mosca: Es un chico de raza negra. Su padre salió a la mar y quiere viajar por el mundo en barco para volver a verlo. Actor: Lathaniel Dyer.

- Víctor Getz: El detective que contratan Max y Esther para encontrar a Bo. Es un hombre bajito y robusto, tiene los pies grandes y cuando corre mueve los brazos de una manera muy rara, como un bulldog. Tiene barbas y bigotes postizos, gorros, sombreros y pelucas. Sufre una lucha interna entre el deber y lo moral con la búsqueda de los niños, donde acaba venciendo lo moral. Actor: Jim Carter.

- Esther y Maximilian Hartlieb: Los tíos de Prosper y Boniface, que van hasta Venecia a buscar al pequeño. Cuando la mamá de los hermanos murió, solicitaron la custodia de Bo porque no tenían hijos. A ninguno de los hermanos les agradan. Actor: Bob Goody. Actriz: Carole Boyd.

- Ida Spavento: Es una fotógrafa y la propietaria del ala del león que los niños tienen que robar. Termina adoptando a Pro, Bo y Hornet al final de la película. Actriz: Caroline Goodall.

- Ernesto Barbarossa: Es el hombre que hace los negocios con los niños, un hombre gordo que tiene la barba roja. En su tienda de recuerdos y antigüedades vende a los turistas objetos de mucho valor y poco llamativos, que la mayoría de las veces eran robados. Se hace pequeño al final de la película.